# Chemikalie

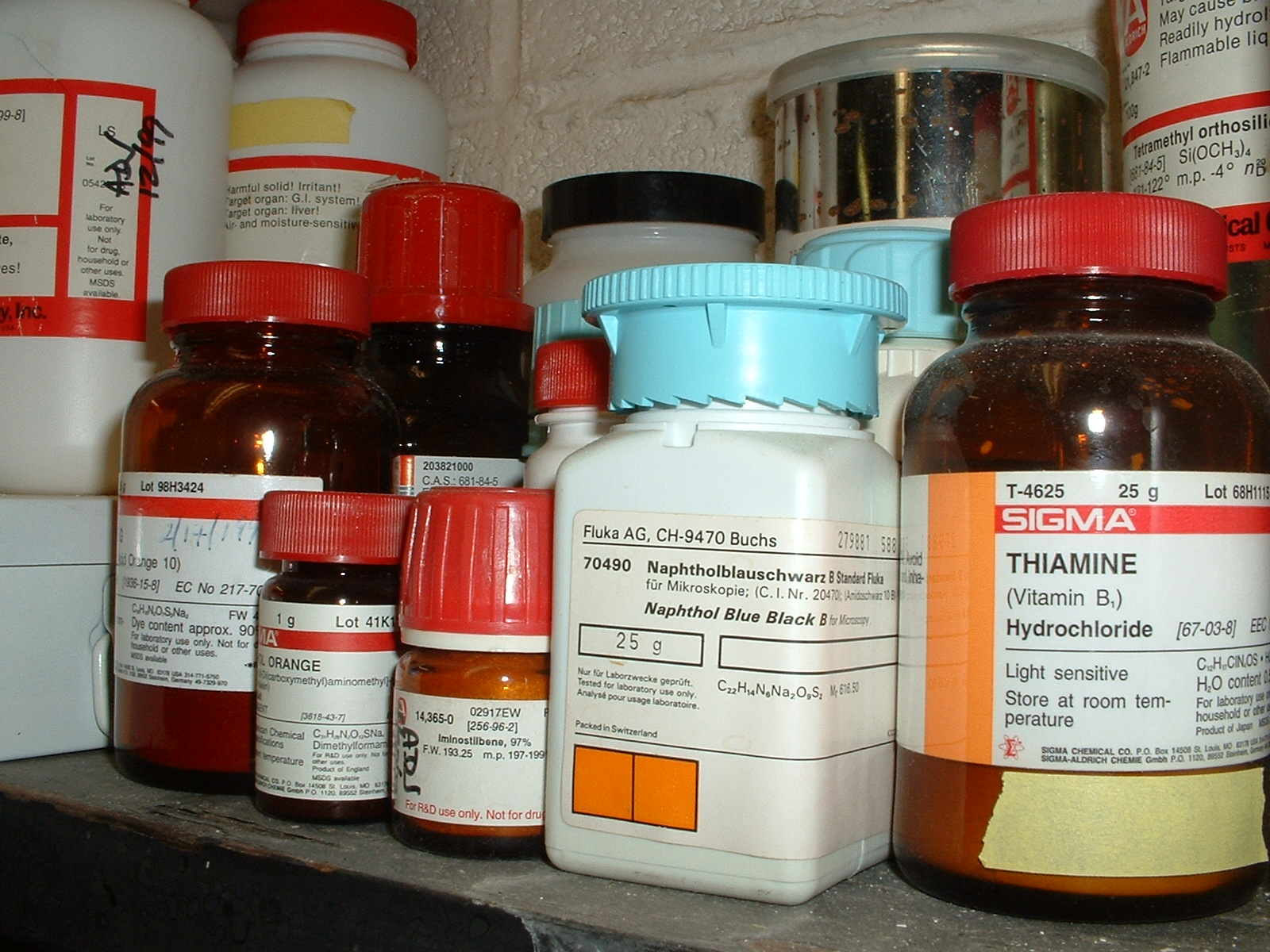
Chemikalien

Eine Chemikalie ist ein industriell oder im Labor hergestellter oder verwendeter chemischer Stoff. Es kann sich dabei um Reinstoffe oder um Stoffgemische handeln. Ob etwas als Chemikalie bezeichnet wird, hängt jedoch stark vom Kontext ab.

## Beispiele und Kategorien

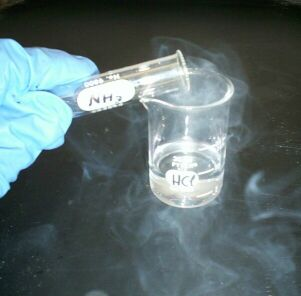
Reaktion der Chemikalien Ammoniak und Salzsäure beim Vermischen (Säure-Base-Reaktion zweier Chemikalien)

Der Begriff Chemikalie (Synonym: Reagenz) ist sehr unscharf, keineswegs genau definiert und kann daher je nach Zusammenhang unterschiedliche Bedeutung haben:
- Stoffe wie z. B. Wasser, Luft, Methan, Kohle, Stärke, Ethanol, Eisen, Silber, Kalk, Backpulver, Kochsalz würden Laien spontan nicht als Chemikalien betrachten, finden aber genau wie „typische“ Chemikalien in Labor und Industrie Verwendung.
- Harnstoff, Kaliumnitrat und Schwefel würde man eher zu den Chemikalien zählen, auch wenn sie in der Natur vorkommen und nicht in Laboratorien, chemischer Industrie oder Bioreaktoren hergestellt wurden.

Nicht zu den Chemikalien gehören Dinge, die nicht an chemischen Reaktionen beteiligt sind (z. B. Reagenzgläser) oder deren Zusammensetzung sehr komplex ist (z. B. ein Apfel).
Physikalische Eigenschaften (z. B. Druck eines Gases) und geometrische Eigenschaften (z. B. Abmessungen eines Festkörpers) von Chemikalien sind in der Regel nicht relevant.
Im engeren Sinne gelten nur Stoffe als Chemikalien, die auch im Chemielabor oder in der chemischen Industrie hergestellt oder eingesetzt werden.

## Klassifikation
Es gibt verschiedene Klassifikationen für Chemikalien. Sie lassen sich zunächst grob in anorganische und organische unterteilen, ferner in Petrochemikalien, Polymere, Fein- und Spezialchemikalien, Pharmazeutika, Agrochemikalien sowie Seifen, Wasch- u. Körperpflegemittel (Detergentien). Daneben gibt es zum Beispiel die Kategorien als Gefahrstoff. Einige dieser Kategorien sind historisch begründet, wie etwa die Unterscheidung organisch oder anorganisch, andere beruhen auf Gesetzen und Verordnungen, wie etwa aufgrund der Gefahrstoffverordnung. Grundsätzlich ist zwischen wissenschaftlichen Klassifikationen und denen nach Chemikalienrecht zu unterscheiden. Daneben existieren auch volkstümliche Bezeichnungen (Trivialnamen) für Chemikalien.

## Technische und Fein-Chemikalien
Beim Handel mit Chemikalien wird zwischen Feinchemikalien (hoher Reinheitsgrad) und technischen Chemikalien (niedrigerer Reinheitsgrad) unterschieden. Verbreitet ist auch die Bezeichnung Schwerchemikalien für anorganische Grundstoffe, die in großen Mengen hergestellt werden (z. B. Natronlauge und Schwefelsäure).
Die Reinheitsgrade sind meist auf den Verwendungszweck bezogen:
- Technisch (eventuell größere Verunreinigungen; oft verfärbt: z. B. technische Salzsäure gelblich durch Chloroeisen(III)-Komplexe), meist zur Verwendung als Lösungs- oder Reinigungsmittel in Gewerbebetrieben
- Zur Synthese (pro Synthesis)
- Rein
- Reinst
- Reinst, Zur Analyse (z. A.); pro Analysi (p. A.), Garantieschein mit Maximalgehalten an Verunreinigungen im Etikett integriert
- Spezialbezeichnungen der Hersteller für ultrareine Chemikalien zur Analyse im Ultraspurenbereich, ausführlicher Garantieschein mit Maximalgehalten vieler relevanter Verunreinigungen liegt der Flasche bei.
  - TraceSelect, Selectipur, Supra, Suprapur
  - TraceSelect Ultra, Ultrapur

## Anzahl und Eigenschaften von Chemikalien
Weltweit sind etwa 100.000 Chemikalien auf dem Markt erhältlich, wobei die Schätzung von industriell eingesetzten Chemikalien von 25.000 bis über 80.000 reicht. Stand 2020 wurden mehr als 350.000 Chemikalien und Chemikaliengemische für die Herstellung und Verwendung registriert. Davon werden mehrere tausend Stoffe in Europa in größeren Mengen verwendet. Darunter sind unter anderem etwa 3000 Wirkstoffe in Arzneimitteln (10.000 auf der gelben Liste), mehr als 300 Lebensmittelzusatzstoffe und etwa 270 zugelassene Pflanzenschutzwirkstoffe. Weltweit verteilen sich etwa 90 % der Gesamtmenge der jährlich produzierten Chemikalien auf ungefähr 3000 Einzelstoffe. Etwa 4600 High Production Volume Chemicals werden in Mengen größer als 1000 Tonnen pro Jahr produziert oder importiert.
Insgesamt sind jedoch über 100 Millionen chemische Verbindungen bekannt und beim Chemical Abstracts Service (CAS) registriert (Stand Ende 2015). Jedes Jahr werden weltweit über 1.000.000 neue Substanzen hergestellt (Synthese), untersucht (Analyse), in der Fachliteratur beschrieben und in bestehende Stoffgruppen der Chemie eingeordnet.
Viele dieser Chemikalien kommen auch natürlich vor. So wurden bisher mehr als 5000 Minerale, mehrere tausend Einzelsubstanzen in Tabak, mehr als 1800 in geröstetem Kaffee und mehr als 500 in Erdöl identifiziert.
Informationen über die Stoffeigenschaften einzelner Chemikalien können den Katalogen der Chemikalien-Hersteller oder den großen Nachschlagewerken wie Beilstein, Gmelin, Hager, CRC Handbook, Kirk-Othmer, Landolt-Börnstein, Merck Index, Nouveau Traités, Rodd, Ullmann und anderen entnommen werden.

## Weltweite Produktion
1930 betrug die weltweite Chemikalienproduktion 1 Mio. Tonnen und hat im Jahr 2005 eine Produktion von über 300 Mio. Tonnen erreicht. Somit werden jährlich rund 50 kg Chemikalien pro Person produziert. Über 99 Prozent von 492 untersuchten Chemikalien sprengen mindestens eine planetare Belastungsgrenze.

## Kennzeichnung
Der Chemical Abstracts Service weist jeder Chemikalie eine CAS-Nummer zu, welche eine eindeutige Kennzeichnung darstellt. Weitere ähnliche Kennzeichnungen sind die EG-Nummer, EINECS/ELINCS und die UN-Nummer. Um angesichts der Vielzahl chemischer Verbindungen auch die Eigenschaften hinsichtlich ihrer Wirkung auf Umwelt und Gesundheit darzustellen, werden eine Reihe zusätzlicher Angaben verwendet, die teilweise international geregelt sind, zum Beispiel durch IUCLID 6 und das global harmonisierte System zur Einstufung und Kennzeichnung von Chemikalien (GHS).